# 陣内貴美子
陣内 貴美子（じんない きみこ、1964年〈昭和39年〉3月12日 - ）は、日本のスポーツジャーナリスト・タレント、ニュースキャスター。元バドミントン選手である。本名、金石 貴美子（かねいし きみこ）旧姓、陣内。
熊本県八代市出身。私立熊本中央女子高等学校（現・熊本中央高等学校）卒業。

## 経歴
サントリーバドミントン部を経て、ヨネックスバドミントン部に所属。16歳で代表チームに入り、1992年バルセロナオリンピック日本代表として出場（女子ダブルスで森久子とコンビを組んだが、2回戦で敗退した）。1994年に第一線を退く。ヨネックス所属でバドミントンの普及に努める傍ら、フジテレビの『スポーツWAVE』の土曜日キャスターに就任。番組は1年で打ち切られるが、1995年から『プロ野球ニュース』のキャスター・リポーターを引き続き担当。
2000年に、元プロ野球選手の金石昭人と結婚。
2010年4月からは前身の『NNN Newsリアルタイム』からスポーツキャスターとして参加していた日本テレビ放送網の『news every.』でメインキャスターを担当。一方では2010年4月13日に『報道ステーション』で特集された田児賢一選手を紹介するためにVTR出演している。
またメディア活動だけでなく、日本バドミントン協会総務本部広報委員会委員も務めており、バドミントンの広報・普及活動にも力を入れている。

## エピソード
- 学生時代に一日14km走っていた。
- 講演で、タレントにならなかったら、何になっていましたか?との質問で、「日本体育大学（大学バドミントン界では強豪）に進学し、体育教員免許を取り、バドミントンを生徒に教えていたでしょう。」と語った。高校時代は教員志望であった。
- フジテレビ「スポーツWAVE」の取材中、打ち込んだシャトルをテレビカメラのレンズに直撃させてしまい、割ってしまったことがある。
- 一度番組の企画でバドミントンで陣内がサーブを打ち、相手コートの角に立てたシャトル入れの筒の中にシャトルを収めるという技を披露する。選手でもむずかしいとされている。
- 水泳はからっきし駄目で、以前からバドミントンへの影響を危惧し控えていたとの事。1998年頃、TBS系『オールスター感謝祭』の企画の一環として行われた企画の中で、果敢に挑戦していた。
- 元バドミントン選手の田児よし子が、現役時代に赤ちゃんだった子供（田児賢一）を体育館に連れてきていたが、そのおむつを陣内が替えていた。
- 陣内孝則とは遠戚で、関西テレビの『陣内家』（2004年2月14日放送）という単発番組で共演を果たしている（この際の調査で、陣内智則とは血縁関係がないことが判明）。
- 2001年に、当時は婚約者だった夫の金石昭人と一緒に、自宅に入った強盗を捕まえた事がある。その際、犯人へ金的に蹴りを食らわしたという逸話が残っている。現在は夫婦で鉄板焼き店や寿司店を経営している。
- 近藤真彦の大ファンであり、近藤真彦が出演した『うたばん』（2008年1月24日放送）で客席の最前列に座っていた。
- 一般社団法人フィールド・フローのスポーツメンタルコーチ養成講座を受講し、修了している。

## 出演番組

### テレビ
- おしゃれ工房（NHK教育テレビ） - レギュラー【水・木】
- NNNニュースプラス1（日本テレビ） - スポーツコーナー担当
- NNN Newsリアルタイム（日本テレビ） - スポーツコーナー担当【月 - 金】（2007年3月まで水曜の出演はなかった）
- 午後は○○おもいッきりテレビ（日本テレビ） - ゲストコメンテーター【不定期】
- スポーツWAVE（1994年4月 - 1995年3月、フジテレビ）
- プロ野球ニュース（1995年4月 - 1996年3月、フジテレビ）
- でぶぢん（フジテレビ739）
- news every.（2010年3月29日 - 2024年9月27日、日本テレビ） - メインキャスター
- 「復興テレビ」みんなのチカラ 3.11（日本テレビ）
- はぴねすくらぶ（テレビ通販）
- 鶴瓶のスジナシ（1999年9月1日、中部日本放送）
- ZIP!(2025年4月2日 - 、日本テレビ)-水曜パーソナリティ

### ラジオ
- 大沢悠里のゆうゆうワイド（TBSラジオ） - レギュラー【木】（1997年1月 - 2016年4月8日）

*※担当曜日で不定期に冒頭にかかる本人ナレーションのジングルは、「大沢悠里（お〜さわゆうり）のゆう〜ゆう〜ワイド。さぁ〜みなさん、今日も元気よくいきましょう! 陣内貴美子です。」

## 脚註
1. ↑  日本バドミントン協会 本部委員氏名 日本バドミントン協会公式サイト